# Tamar Kaprelian
Tamar Kaprelian (Armeens: Թամար Գաբրելեան) (Scottsdale, 28 oktober 1986), is een Amerikaans-Armeense zangeres.

## Biografie
Tamar Mardirossian, beter bekend onder haar artiestennaam Tamar Kaprelian, is geboren in Scottsdale. Haar ouders zijn van Armeense afkomst, en ondanks dat Tamar al haar hele leven in de Verenigde Staten woont, is ze erg trots op haar Armeense afkomst.
Tamar raakte bekend in de Verenigde Staten door het winnen van een coverwedstrijd in maart 2008, georganiseerd door de groep OneRepublic. Hierop hielp Ryan Tedder haar in contact te komen met Interscope Records, waar ze een platencontract tekende. Haar bekendste nummer is de single "New Day", dat meteen de eerste single was van haar debuutalbum Sinner or a Saint dat op 24 augustus 2010 uitkwam. 
Haar eerste EP, genaamd California, kwam op 19 juni 2012 uit.
Op 20 februari 2015 werd bekend dat Tamar het continent Amerika zal vertegenwoordigen in de Armeense groep Genealogy op het Eurovisiesongfestival 2015 in Wenen.